# Ballenger Creek
Ballenger Creek est une census-designated place située dans le comté de Frederick, dans l’État du Maryland, aux États-Unis. Lors du recensement de 2020, elle comptait 24 999 habitants.